# Taeniacanthus anguillaris
Taeniacanthus anguillaris is een eenoogkreeftjessoort uit de familie van de Taeniacanthidae. De wetenschappelijke naam van de soort is voor het eerst geldig gepubliceerd in 1980 door Devi & Shyamasundari.